# Sużany (gmina)

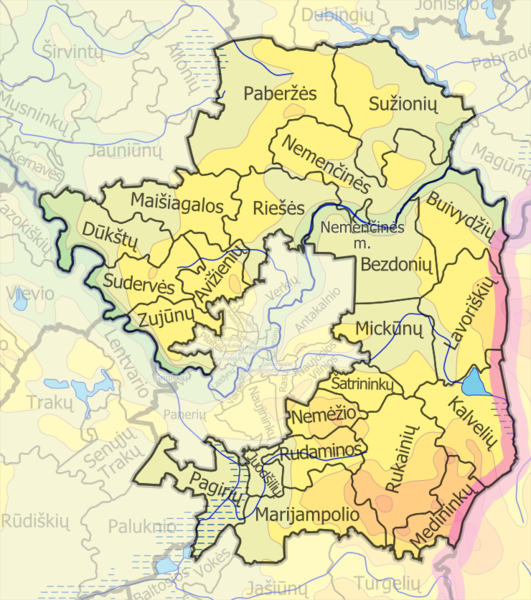
Gmina na mapie rejonu

Gmina Sużany (lit. Sužionių seniūnija) – gmina w rejonie wileńskim okręgu wileńskiego na Litwie.
Ośrodek gminy – osiedle Sużany (449 mieszkańców). Na terenie gminy jest 90 wsi, większe z nich: Werusowo (352 mieszkańców), Skirlany (178 mieszkańców), Gryciuny (88 mieszkańców).

## Powierzchnia terenu
16 014 ha, z nich 9 870 ha stanowią użytki rolne, 3 800 ha – lasy, 131 ha – to zbiorniki wodne oraz grunty o innym przeznaczeniu.

## Ludność
1 871 osób (2011)

## Skład etniczny (2011)
Według spisu z 2011 roku.
- Litwini – 13,8%
- Polacy – 77,0%
- Rosjanie – 4,6%

## Infrastruktura
2 urzędy pocztowe, szkoła średnia, szkoła podstawowa, szkoła początkowa,  przedszkole, 3 biblioteki, Dom Kultury, kościół, cmentarz, park i pałac Tyszkiewiczów,  rezerwat przyrody Pravalo, rezerwat przyrody Verdeikiai, park regionalny Oświe,  kurhany Sapiegiszki, Żyngi, Parajście, Dwiliszki, Sużański.

## Przedsiębiorczość lokalna
Rolnictwo i leśnictwo, usługi świadczone dla mieszkańców.